# Estany de la Restanca
L'Estany de la Restanca (Era Restanca en aranès), a vegades conegut com a pantà dels Llacs Val d'Aran és un embassament, les aigües del qual alimenten el barranc de Rius i més avall el riu de Valarties (tributari del riu Garona). Mitjançant la presa dels Llacs Val d'Aran aquest estany esdevé un embassament que permet la generació d'energia hidroelèctrica a la Central d'Arties.
L'estany de la Restanca, es troba al municipi de Naut Aran, a la comarca de la Vall d'Aran, a 2.003 metres d'altitud, i s'encarrega de recol·lectar les aigües que provenen del Circ de Restanca, muntanya amunt, i de recanalitzar-les, mitjançant la presa, cap al centre de la vall. Al costat de la presa hi ha el refugi de la Restanca.
Pels voltants, més enllà de les restes deixades per la construcció de la presa, hi ha alguns pins negres i arbusts d'alta muntanya que són els únics que resisteixen la dura climatologia d'aquesta zona tan elevada.